# Junior Volley Civita Castellana 2015-2016
Questa voce raccoglie le informazioni riguardanti il Junior Volley Civita Castellana nelle competizioni ufficiali della stagione 2015-2016.

## Stagione
La stagione 2015-16 è per il Junior Volley Civita Castellana, sponsorizzato dalla Globo Scarabeo, la prima in Serie A2: il club, con alla guida l'allenatore Alessandro Spanakis, ha infatti ottenuto la promozione grazie alla vittoria della regular season della Serie B1 2014-15. La rosa è quasi del tutto modificata con le poche conferme di Giancarlo Rau, Davide De Matteis, Simone Testalepre e Michele Marinelli: tra i nuovi arrivi quelli di Paolo Alborghetti, Andrea Cesarini, Paulo da Silva, Adriano Paolucci, Michel Menicali e Leonardo Puliti, mentre tra le cessioni quelle di Francesco De Luca, Simone Di Tommaso, Mario Ferraro, Diego Figliolia e Alessandro Sorgente.
Il campionato si apre con la vittoria in trasferta, in casa della Callipo Sport, mentre nella giornata successiva arriva la prima sconfitta, ad opera del Volley Ball Club Mondovì: dopo quale risultato altalenante, la squadra di Civita Castellana ottiene cinque successi consecutivi, per poi perdere le ultime due gare del girone di andata, chiudendo così al terzo posto in classifica e qualificandosi per la Coppa Italia di Serie A2. Il girone di ritorno inizia, nelle prime cinque giornate, con un solo successo: dopo due vittorie e due sconfitte, per il club laziale arrivano quattro gare vinte di fila: la reguar season si conclude con una gara persa e il quarto posto in classifica. Nei quarti di finale la sfida è contro il Volley Tricolore Reggio Emilia: è proprio la squadra emiliana a vincere le due gare utili per passare al turno successivo.
Il terzo posto al termine del girone di andata consente al Junior Volley Civita Castellana di partecipare alla Coppa Italia di Serie A2: tuttavia viene eliminata nei quarti di finale a seguito del 3-2 inflittole dall'Emma Villas Volley.

## Organigramma societario
Area direttiva
- Presidente: Maria Luisa Agostinelli
- Vicepresidente: Giuseppe Manca
- Direttore generale: Vittorio Sacripanti
- Consigliere: Paolo Mecucci

Area organizzativa
- Team manager: Francesco Santini

Area tecnica
- Allenatore: Alessandro Spanakis
- Allenatore in seconda: Matteo Pastore
- Assistente allenatore: Stefano Beltrame, Marco Giovannetti
- Scout man: Stefano Beltrame

Area comunicazione
- Responsabile comunicazione: Fabrizio Migliosi, Marika Torcivia

Area marketing
- Responsabile marketing: Fabrizio Migliosi, Marika Torcivia

Area sanitaria
- Medico: Federico Morelli, Roberto Vannicelli

## Rosa
| N° | Nome               | Ruolo | Data di nascita   | Nazionalità sportiva |
| -- | ------------------ | ----- | ----------------- | -------------------- |
| 1  | Andrea Cesarini    | L     | 22 luglio 1987    | Italia               |
| 2  | Simone Testalepre  | S     | 4 gennaio 1996    | Italia               |
| 3  | Adriano Paolucci   | P     | 11 febbraio 1979  | Italia               |
| 5  | Paulo da Silva     | S/O   | 12 maggio 1986    | Brasile              |
| 7  | Catalin Tataru     | S/O   | 7 febbraio 1993   | Italia               |
| 8  | Michele Marinelli  | S     | 15 aprile 1992    | Italia               |
| 9  | Mauro Sacripanti   | S     | 15 maggio 1998    | Italia               |
| 10 | Giulio Santilli    | C     | 17 giugno 1994    | Italia               |
| 11 | Giancarlo Rau      | C     | 27 maggio 1988    | Italia               |
| 12 | Sebastiano Marsili | P     | 8 dicembre 1996   | Italia               |
| 13 | Davide De Matteis  | S     | 30 gennaio 1989   | Italia               |
| 16 | Leonardo Puliti    | S     | 25 settembre 1991 | Italia               |
| 17 | Paolo Alborghetti  | C     | 23 aprile 1987    | Italia               |
| 18 | Michel Menicali    | C     | 8 marzo 1990      | Italia               |

## Mercato
| Acquisti | Acquisti           | Acquisti             | Acquisti   |
| R.       | Nome               | da                   | Modalità   |
| -------- | ------------------ | -------------------- | ---------- |
| C        | Paolo Alborghetti  | Tuscania             | definitivo |
| L        | Andrea Cesarini    | Callipo              | definitivo |
| S/O      | Paulo da Silva     | Sada                 | definitivo |
| P        | Sebastiano Marsili | Treviso              | definitivo |
| C        | Michael Menicali   | Corigliano Volley    | definitivo |
| P        | Adriano Paolucci   | Sir Safety Perugia   | definitivo |
| S        | Leonardo Puliti    | Molfetta             | definitivo |
| S        | Mauro Sacripanti   | Segrate              | definitivo |
| C        | Giulio Santilli    | Città di Castello    | definitivo |
| S/O      | Catalin Tataru     | Olimpia Sant'Antioco | definitivo |

| Cessioni | Cessioni            | Cessioni    | Cessioni   |
| R.       | Nome                | a           | Modalità   |
| -------- | ------------------- | ----------- | ---------- |
| C        | Diego Carloni       | School Nepi | definitivo |
| P        | Cristian De Blasio  | ?           | definitivo |
| S/O      | Francesco De Luca   | Mondovì     | definitivo |
| P        | Simone Di Tommaso   | Aversa      | definitivo |
| C        | Mario Ferraro       | Materdomini | definitivo |
| S        | Diego Figliolia     | Parella     | definitivo |
| S/O      | Emanuele Mariani    | ?           | definitivo |
| L        | Pietro Millozzi     | ?           | definitivo |
| L        | Alessandro Sorgente | Hydra       | definitivo |

## Risultati

### Serie A2

#### Girone di andata
| 1ª giornata - 25 ottobre 2015 PalaValentia, Vibo Valentia            | Callipo           | 1 - 3 | Civita Castellana | 29-27, 20-25, 22-25, 20-25        |
| 2ª giornata - 1º novembre 2015 Palazzetto dello Sport, Monterotondo  | Civita Castellana | 2 - 3 | Mondovì           | 18-25, 20-25, 25-23, 25-18, 7-15  |
| 3ª giornata - 6 novembre 2015 Palazzetto dello Sport, Tricase        | Alessano          | 3 - 1 | Civita Castellana | 23-25, 25-18, 25-18, 25-19        |
| 4ª giornata - 15 novembre 2015 Palazzetto dello Sport, Monterotondo  | Civita Castellana | 3 - 1 | Club Italia       | 24-26, 25-22, 25-15, 25-15        |
| 5ª giornata - 22 novembre 2015 PalaPrincipi, Potenza Picena          | Potentino         | 1 - 3 | Civita Castellana | 15-25, 22-25, 25-20, 22-25        |
| 6ª giornata - 29 novembre 2015 Palazzetto dello Sport, Monterotondo  | Civita Castellana | 2 - 3 | Argos             | 25-22, 22-25, 25-21, 13-25, 11-15 |
| 7ª giornata - 5 dicembre 2015 PalaSanFilippo, Brescia                | Atlantide Brescia | 2 - 3 | Civita Castellana | 21-25, 25-21, 23-25, 27-25, 5-15  |
| 8ª giornata - 8 dicembre 2015 Palazzetto dello Sport, Monterotondo   | Civita Castellana | 3 - 1 | Impavida Ortona   | 25-19, 25-22, 24-26, 28-26        |
| 9ª giornata - 13 dicembre 2015 Palazzetto dello Sport, Monterotondo  | Civita Castellana | 3 - 1 | Emma Villas       | 26-24, 17-25, 26-24, 25-23        |
| 10ª giornata - 16 dicembre 2015 PalaGrotte, Castellana Grotte        | Materdomini       | 1 - 3 | Civita Castellana | 23-25, 25-18, 29-31, 14-25        |
| 11ª giornata - 19 dicembre 2015 Palazzetto dello Sport, Monterotondo | Civita Castellana | 3 - 0 | Tricolore         | 25-19, 25-23, 25-16               |
| 12ª giornata - 27 dicembre 2015 PalaParini, Cantù                    | Libertas Brianza  | 3 - 2 | Civita Castellana | 29-27, 25-22, 22-25, 15-25, 15-13 |
| 13ª giornata - 3 gennaio 2016 Palazzetto dello Sport, Monterotondo   | Civita Castellana | 0 - 3 | Tuscania          | 20-25, 20-25, 8-25                |

#### Girone di ritorno
| 14ª giornata - 6 gennaio 2016 Palazzetto dello Sport, Monterotondo   | Civita Castellana | 2 - 3 | Callipo           | 21-25, 27-25, 30-32, 31-29, 12-15 |
| 15ª giornata - 10 gennaio 2016 PalaManera, Mondovì                   | Mondovì           | 3 - 0 | Civita Castellana | 25-20, 25-17, 25-14               |
| 16ª giornata - 17 gennaio 2016 Palazzetto dello Sport, Monterotondo  | Civita Castellana | 3 - 0 | Alessano          | 25-18, 25-22, 25-19               |
| 17ª giornata - 24 gennaio 2016 Palazzetto dello Sport, Roma          | Club Italia       | 3 - 2 | Civita Castellana | 25-16, 15-25, 25-20, 23-25, 15-13 |
| 18ª giornata - 31 gennaio 2016 Palazzetto dello Sport, Monterotondo  | Civita Castellana | 3 - 1 | Potentino         | 22-25, 27-25, 25-20, 25-20        |
| 19ª giornata - 13 febbraio 2016 PalaPolsinelli, Sora                 | Argos             | 1 - 3 | Civita Castellana | 21-25, 21-25, 25-17, 23-25        |
| 20ª giornata - 20 febbraio 2016 Palazzetto dello Sport, Monterotondo | Civita Castellana | 0 - 3 | Atlantide Brescia | 22-25, 25-27, 20-25               |
| 21ª giornata - 28 febbraio 2016 Palasport Comunale, Ortona           | Impavida Ortona   | 3 - 1 | Civita Castellana | 18-25, 25-16, 25-16, 26-24        |
| 22ª giornata - 6 marzo 2016 PalaEstra, Siena                         | Emma Villas       | 1 - 3 | Civita Castellana | 20-25, 16-25, 25-23, 22-25        |
| 23ª giornata - 9 marzo 2016 Palazzetto dello Sport, Monterotondo     | Civita Castellana | 3 - 0 | Materdomini       | 25-17, 25-21, 25-21               |
| 24ª giornata - 13 aprile 2016 PalaBigi, Reggio nell'Emilia           | Tricolore         | 2 - 3 | Civita Castellana | 25-21, 20-25, 33-31, 18-25, 11-15 |
| 25ª giornata - 20 marzo 2016 Palazzetto dello Sport, Monterotondo    | Civita Castellana | 3 - 1 | Libertas Brianza  | 25-19, 23-25, 26-24, 25-19        |
| 26ª giornata - 27 marzo 2016 Palazzetto dello Sport, Montefiascone   | Tuscania          | 3 - 2 | Civita Castellana | 25-18, 20-25, 23-25, 25-21, 15-5  |

#### Play-off promozione
| Quarti di finale (gara 1) - 3 aprile 2016 Palazzetto dello Sport, Monterotondo | Civita Castellana | 0 - 3 | Tricolore         | 21-25, 18-25, 28-30        |
| Quarti di finale (gara 2) - 6 aprile 2016 PalaBigi, Reggio nell'Emilia         | Tricolore         | 3 - 1 | Civita Castellana | 25-21, 25-16, 23-25, 25-20 |

### Coppa Italia di Serie A2

#### Fase a eliminazione diretta
| Quarti di finale - 20 gennaio 2016 Palazzetto dello Sport, Monterotondo | Civita Castellana | 2 - 3 | Emma Villas | 21-25, 25-21, 27-25, 19-25, 12-15 |

## Statistiche

### Statistiche di squadra
| Competizione             | Punti | In casa | In casa | In casa | In trasferta | In trasferta | In trasferta | Totale | Totale | Totale |
| Competizione             | Punti | G       | V       | P       | G            | V            | P            | G      | V      | P      |
| ------------------------ | ----- | ------- | ------- | ------- | ------------ | ------------ | ------------ | ------ | ------ | ------ |
| Serie A2                 | 49    | 14      | 8       | 6       | 14           | 7            | 7            | 28     | 15     | 13     |
| Coppa Italia di Serie A2 | -     | 1       | 0       | 1       | -            | -            | -            | 1      | 0      | 1      |
| Totale                   | -     | 15      | 8       | 7       | 14           | 7            | 7            | 29     | 15     | 14     |

G = partite giocate; V = partite vinte; P = partite perse

### Statistiche dei giocatori
| Giocatore      | Serie A2 | Serie A2 | Serie A2 | Serie A2 | Serie A2 | Coppa Italia di Serie A2 | Coppa Italia di Serie A2 | Coppa Italia di Serie A2 | Coppa Italia di Serie A2 | Coppa Italia di Serie A2 | Totale | Totale | Totale | Totale | Totale |
| Giocatore      | P        | PT       | AV       | MV       | BV       | P                        | PT                       | AV                       | MV                       | BV                       | P      | PT     | AV     | MV     | BV     |
| -------------- | -------- | -------- | -------- | -------- | -------- | ------------------------ | ------------------------ | ------------------------ | ------------------------ | ------------------------ | ------ | ------ | ------ | ------ | ------ |
| P. Alborghetti | 28       | 182      | 124      | 52       | 6        | 1                        | 5                        | 4                        | 0                        | 1                        | 29     | 187    | 128    | 52     | 7      |
| A. Cesarini    | 28       | 1        | 1        | -        | -        | 1                        | 1                        | 1                        | 0                        | 0                        | 29     | 2      | 2      | -      | -      |
| P. da Silva    | 24       | 591      | 514      | 39       | 38       | 1                        | 29                       | 27                       | 2                        | 0                        | 25     | 620    | 541    | 41     | 38     |
| D. De Matteis  | 24       | 103      | 86       | 7        | 10       | 1                        | 0                        | 0                        | 0                        | 0                        | 25     | 103    | 86     | 7      | 10     |
| M. Marinelli   | 27       | 314      | 264      | 31       | 19       | 1                        | 18                       | 17                       | 1                        | 0                        | 28     | 332    | 281    | 32     | 19     |
| S. Marsili     | 19       | 8        | 0        | 7        | 1        | 0                        | 0                        | 0                        | 0                        | 0                        | 19     | 8      | 0      | 7      | 1      |
| M. Menicali    | 27       | 232      | 138      | 78       | 16       | 1                        | 7                        | 5                        | 2                        | 0                        | 28     | 239    | 143    | 80     | 16     |
| A. Paolucci    | 27       | 46       | 15       | 13       | 18       | 1                        | 3                        | 1                        | 2                        | 0                        | 28     | 49     | 16     | 15     | 18     |
| L. Puliti      | 28       | 305      | 249      | 32       | 24       | 1                        | 18                       | 13                       | 3                        | 2                        | 29     | 323    | 262    | 35     | 26     |
| G. Rau         | 15       | 13       | 4        | 8        | 1        | 1                        | 0                        | 0                        | 0                        | 0                        | 16     | 13     | 4      | 8      | 1      |
| M. Sacripanti  | 27       | 9        | 6        | 0        | 3        | 1                        | 0                        | 0                        | 0                        | 0                        | 28     | 9      | 6      | 0      | 3      |
| G. Santilli    | 4        | 13       | 7        | 5        | 1        | 0                        | 0                        | 0                        | 0                        | 0                        | 4      | 13     | 7      | 5      | 1      |
| C. Tataru      | 23       | 34       | 22       | 9        | 3        | 1                        | 0                        | 0                        | 0                        | 0                        | 24     | 34     | 22     | 9      | 3      |
| S. Testalepre  | 1        | 0        | 0        | 0        | 0        | -                        | -                        | -                        | -                        | -                        | 1      | 0      | 0      | 0      | 0      |

P = presenze; PT = punti totali; AV = attacchi vincenti; MV = muri vincenti; BV = battute vincenti